# Cédric Bockhorni
Cédric Bockhorni est un footballeur français né le 5 septembre 1983 à Nancy évoluant au poste de défenseur ou milieu droit.

## Biographie

### Ses débuts avec Nancy
Cédric Bockhorni signe sa première licence à l'âge de onze ans. Il s'engage avec le club de Villers-lès-Nancy mais se fait rapidement repérer par l'ASNL. Président de la section amateur, Hervé Collot l'y invite à venir effectuer des tests et disputer un match amical. L'essai s'avérant concluant, il intègre l'équipe pupille nancéienne.
Son parcours est ensuite classique et l'amène jusqu'au groupe de CFA (Championnat de France Amateurs) au début de la saison 2001-2002. Sélectionné en équipe de France des 19 ans puis en espoirs, Cédric Bockhorni ne tarde pas à frapper à la porte de l'équipe professionnelle. Sérieux et appliqué, il dispute une douzaine de matchs et marque son premier but avec les professionnels lors d'un mémorable Nancy-Caen (3-3). Il est finalement laissé libre par l'ASNL à la fin de la saison 2003-2004.

### Virton, première expérience étrangère
Cédric Bockhorni part alors relancer sa carrière en deuxième division belge au Royal Excelsior Virton, y rejoignant rejoint Cédric Clerc . Il y signe un contrat de trois ans et, au fur et à mesure des matchs, s'impose comme un titulaire indiscutable et comme un élément essentiel. Ses performances attirent alors les convoitises de plusieurs clubs étrangers et français.

### Clermont, la renaissance
À la fin de la saison 2006, Cédric reçoit une offre du Clermont Foot Auvergne, une occasion unique de rejoindre le championnat de France, celui de ses débuts. Il quitte donc la Belgique pour l'Auvergne et signe un contrat d'un an avec une année supplémentaire en cas de montée en Ligue 2.
C'est une année de transition pour Cédric, il retrouve les terrains français et surtout un championnat très physique, il apparaîtra à de nombreuses fois sous les couleurs clermontoises. En fin de saison 2006, l'objectif est rempli, le Clermont Foot est champion de France de National, Cédric est de retour en Ligue 2.
En fin de contrat au terme de la saison 2015-2016, il n'est pas prolongé après 10 années passés au club. Décidé à continuer sa carrière, il reçoit plusieurs propositions dont une de Finlande. Finalement, il se lance dans la restauration, ayant eu l'opportunité de signer un bail pour ouvrir un restaurant dans un grand centre commercial à Metz.

## Statistiques
| Saison                | Club                      | Championnat           | Championnat | Championnat | Coupe nationale | Coupe nationale | Coupe de la Ligue | Coupe de la Ligue | Total | Total |
| Saison                | Club                      | Division              | M.          | B.          | M.              | B.              | M.                | B.                | M.    | B.    |
| 2001-2002             | AS Nancy-Lorraine         | Division 2            | 12          | 1           | 1               | 0               | -                 | -                 | 13    | 1     |
| 2002-2003             | AS Nancy-Lorraine         | Ligue 2               | 16          | 0           | 1               | 0               | -                 | -                 | 17    | 0     |
| 2003-2004             | AS Nancy-Lorraine         | Ligue 2               | 7           | 0           | 2               | 0               | 1                 | 0                 | 10    | 0     |
| Sous-total            | Sous-total                | Sous-total            | 35          | 1           | 4               | 0               | 1                 | 0                 | 40    | 1     |
| 2004-2005             | Royal Excelsior Virton    | Division 2            | 24          | 4           | -               | -               | -                 | -                 | 24    | 4     |
| 2005-2006             | Royal Excelsior Virton    | Division 2            | 30          | 3           | -               | -               | -                 | -                 | 30    | 3     |
| Sous-total            | Sous-total                | Sous-total            | 54          | 7           | -               | -               | -                 | -                 | 54    | 7     |
| 2006-2007             | Clermont Foot Auvergne 63 | National              | 22          | 0           | 5               | 0               | 2                 | 0                 | 29    | 0     |
| 2007-2008             | Clermont Foot Auvergne 63 | Ligue 2               | 23          | 3           | 2               | 0               | 2                 | 0                 | 27    | 3     |
| 2008-2009             | Clermont Foot Auvergne 63 | Ligue 2               | 21          | 0           | 1               | 0               | -                 | -                 | 22    | 0     |
| 2009-2010             | Clermont Foot Auvergne 63 | Ligue 2               | 34          | 1           | 1               | 0               | 3                 | 1                 | 38    | 2     |
| 2010-2011             | Clermont Foot Auvergne 63 | Ligue 2               | 12          | 0           | 3               | 0               | -                 | -                 | 15    | 0     |
| 2011-2012             | Clermont Foot Auvergne 63 | Ligue 2               | 26          | 0           | 1               | 0               | 1                 | 0                 | 28    | 0     |
| 2012-2013             | Clermont Foot Auvergne 63 | Ligue 2               | 12          | 0           | 1               | 0               | 1                 | 0                 | 14    | 0     |
| 2013-2014             | Clermont Foot 63          | Ligue 2               | 28          | 0           | 1               | 0               | 2                 | 0                 | 31    | 0     |
| 2014-2015             | Clermont Foot 63          | Ligue 2               | 10          | 0           | 1               | 0               | -                 | -                 | 11    | 0     |
| 2015-2016             | Clermont Foot 63          | Ligue 2               | 11          | 0           | -               | -               | 2                 | 0                 | 13    | 0     |
| Sous-total            | Sous-total                | Sous-total            | 199         | 4           | 16              | 0               | 13                | 1                 | 228   | 5     |
| Total sur la carrière | Total sur la carrière     | Total sur la carrière | 288         | 12          | 20              | 0               | 14                | 1                 | 322   | 13    |

## Palmarès
- Clermont Foot Auvergne 63
  - National (3e division)
    - Champion (1) : 2007